# Коламбус (Північна Дакота)
Коламбус (англ. Columbus) — місто (англ. city) в США, в окрузі Берк штату Північна Дакота. Населення — 139 осіб (2020). Станом на 2013 рік, чисельність населення становила 157 осіб.

## Історія
Місто було засноване в 1906 року, і було назване на честь першого почмейстера, Коламбуса Ларсона, що обслуговував цей регіон.

## Географія

Положення міста на мапі округу Берк

Місто розташоване за 41 км на захід від столиці округу Берка, міста Бовбеллс. Клімат вологий континентальний, з спекотним літом та холодною зимою.
Коламбус розташований за координатами 48°54′18″ пн. ш. 102°46′53″ зх. д. / 48.90500° пн. ш. 102.78139° зх. д. (48.904929, -102.781297).  За даними Бюро перепису населення США в 2010 році місто мало площу 0,70 км², уся площа — суходіл.

## Демографія
Згідно з переписом 2010 року, у місті мешкали 133 особи в 65 домогосподарствах у складі 44 родин. Густота населення становила 190 осіб/км².  Було 130 помешкань (186/км²).
Расовий склад населення:
| - 95,5 % — білих - 2,3 % — азіатів - 1,5 % — чорних або афроамериканців |

До двох чи більше рас належало 0,8 %. Частка іспаномовних становила 0,0 % від усіх жителів.
За віковим діапазоном населення розподілялося таким чином: 18,0 % — особи молодші 18 років, 56,4 % — особи у віці 18—64 років, 25,6 % — особи у віці 65 років та старші. Медіана віку мешканця становила 50,3 року. На 100 осіб жіночої статі у місті припадало 98,5 чоловіків;  на 100 жінок у віці від 18 років та старших — 91,2 чоловіків також старших 18 років.
Медіана доходів становила 71 250 доларів для чоловіків та 40 000 доларів для жінок. За межею бідності перебувало 36,5 % осіб, у тому числі 47,1 % дітей у віці до 18 років та 0,0 % осіб у віці 65 років та старших.
Цивільне працевлаштоване населення становило 68 осіб. Основні галузі зайнятості: сільське господарство, лісництво, риболовля — 44,1 %, транспорт — 14,7 %, публічна адміністрація — 10,3 %, науковці, спеціалісти, менеджери — 7,4 %.